# 吉澤遥奈
吉澤 遥奈（よしざわ はるな、2002年3月20日 - ）は、日本の女性タレント、グラビアアイドル、女優である。
愛知県名古屋市出身。元オスカープロモーション所属。血液型O型。

## 略歴

### 2019年
令和改元後初開催となる『ミスマガジン2019』にエントリーし、ミスヤングマガジン賞および矢口真里の火曜The NIGHT賞を受賞し芸能界デビュー。同年5月のベスト16に選出され紙面掲載された時点では一般の女子高生であり芸能事務所未所属であったが、受賞後の同年11月4日にオスカープロモーションに所属した。

### 2023年
井上尚弥世界戦のラウンドガールを仲俣由菜、日南まみ、松藤茉鈴とともに努める。

### 2024年
8月17日、オスカープロモーションを退所したことを発表。

## 人物
- 前年度（2018年）のミスマガジングランプリ受賞者である沢口愛華と同じ名古屋市出身[2]。
- 3歳の頃からクラシックバレエを習い、5歳の頃から手芸を習う[3]。他にテニスが得意[1][3]。
- 兄が1人いる[13]。
- ミスマガ以前には集英社主催「ミスセブンティーン2017」最終候補18人に残っていた[注 1]。
- 21年間彼氏ができたことがない（2023年8月時点）。理由としては、父親を男性として理想としすぎていることなどをあげている。[16]

## 出演

### ウェブテレビ
- AbemaPrime（2019年5月14日、AbemaTV）
- 矢口真里の火曜The NIGHT（2019年5月15日、AbemaTV）
- ミスマガTV（2019年7月23日 - 12月24日・2020年7月9日 - 20日、YouTube・ミスマガTVチャンネル）[17]

### 動画配信
- 『一瞬で恋に落ちた』（配信限定、2024年2月26日、水色エモーション）[18]

## 出版

### 写真集
- 2020年7月8日、「ミスマガジン2019写真集　PERFECT GRAVURE BOOK」（講談社）[19]

### デジタル写真集
- 2019年8月30日、『ミスマガジン2019「はじまりの光」ヤンマガデジタル写真集』[20]
- 2020年11月9日、『吉澤遥奈写真集「自分史上最高ボディ」 週プレ PHOTO BOOK』[21]
- 2021年1月25日、『吉澤遥奈写真集「Breakするー2021早速、夢叶っちゃいました！」 週プレ PHOTO BOOK』[22]
- 2021年3月8日、『ミスヤンマガ・吉澤遥奈「ティーンの弾けるBODY」FRIDAYデジタル写真集』[23]
- 2021年3月8日、『ミスヤンマガ・吉澤遥奈「ティーンの弾けるBODY」100カット完全版 FRIDAYデジタル写真集』[24]
- 2021年4月28日、『吉澤遥奈写真集「現役女子大生のおうちdeキャンプ」 週プレ PHOTO BOOK』[25]
- 2021年10月02日、『吉澤遥奈「Light and Shadow」 BRODYデジタル写真集』[26]
- 2022年4月22日、『吉澤遥奈写真集「吉澤遥奈、大人になる前の一大決心。」週プレ PHOTO BOOK』[27]
- 2022年5月3日、『 吉澤遥奈「Pureness」 BUBKAデジタル写真集 』[28]
- 2022年6月24日、『吉澤遥奈「ボブカットに恋して」週刊ポストデジタル写真集』[29]
- 2022年11月2日、『吉澤遥奈「海辺のハタチ。」SPAデジタル写真集』[30]
- 2023年2月28日、『吉澤遥奈「瞳を開けたら。」STRiKE DIGITAL PHOTOBOOK』[31]
- 2023年8月7日、『吉澤遥奈写真集「GOING MY WAY」週プレ PHOTO BOOK』[32]
- 2023年8月30日、『吉澤遥奈写真集「LIBERATION」Gテレデジタル』[33]
- 2023年10月5日、『吉澤遥奈写真集「君にもう夢中」週プレ PHOTO BOOK』[34]
- 2023年11月7日、『吉澤遥奈「マーメイドに恋をした」FLASHデジタル写真集』[35]